# Senyoria de Castellar
La senyoria de Castellar fou una jurisdicció feudal catalana dins el terme actual d'Aguilar de Segarra. El primer senyor fou Seguí que era Senyor del Castell de Castellar i a més del seu terme, el domini de sis torres que donaren lloc a sis nuclis medievals fortificats: Les Coromines, El Seguer, Puigfarner, Sant Valentí de Vilallonga, Solanelles, i la Guàrdia Pilosa.
El març de 1213, el rei Jaume I reconegué a Guillem de Castellar la possessió del feu i drets dels castells de Castellar i Vilallonga, i més endavant Vilallonga es vendria als Rajadell. Entre els anys 1247 i 1292, la família Castellar va anar desapareixent de la titularitat del castell i aquest passà a mans dels Grevalosa.
El 28 de febrer de 1621, morí Jerònima de Grevalosa i Romeu vídua i sense fills, el títol de la baronia passarà als Amat, Francesc d'Amat i de Grevalosa, fill de Francesc d'Amat, baró de Castellbell i d'Isabel de Grevalosa, descendent dels Grevalosa de Castellar.

## Senyors de Castellar
- Seguí +1022
- Company Seguí
- Sendred Company (†1078)
- Berenguer Sendred (†1124)
- Guillem de Castellar
- Arnau de Grevalosa
- Pere I de Grevalosa (†1330)
- Pere II de Grevalosa (†1356)
- Pere III de Grevalosa (†1383)
- Pere IV de Grevalosa i Vilella
- Ramon de Grevalosa
- Guillem Ramon de Grevalosa i Josa
- Pere Lluis de Grevalosa
- Joanot de Grevalosa i Gàver (†1540)
- Galceran de Grevalosa (†1584)
- Jerònima de Grevalosa i Romeu (†1621)
- Francesc d'Amat i de Grevalosa (†1644)
- Joan d'Amat i Despalau (1633-1697)
- Francesc d'Amat i Planella (†1723), Nomenat comte de Castellar per l'Arxiduc Carles.
- Fèlix d'Amat i Lentisclà (†1749)
- Maria Teresa d'Amat i Lentiscà (†1769)
- Josep d'Amat i Rocabertí (1729-1775)
- Antoni d'Amat i Rocabertí (1742-1824)
- Gaietà d'Amat i d'Amat (1803-1868)
- Josep de Càrcer i Amat (1836-1905)
- Maria Dolors d'Amat-Càrcer i de Ros (1867-1939)
- Joaquim de Vilallonga i de Càrcer (1896-1968)
- Joan Joaquim de Vilallonga i Girona (1968-)